# وضعیت قرمز (فیلم ۲۰۱۱)
وضعیت قرمز (به انگلیسی: Red State) فیلمی مستقل، ترسناک و اکشن محصول سال۲۰۱۱ آمریکا نوشته و کارگردانی شده توسط کوین اسمیت، با بازی جان گودمن، ملیسا لئو و مایکل پارک است.

## داستان
گروهی از نوجوانان آمریکایی یک دعوتنامه اینترنتی برای رابطه جنسی دریافت می‌کنند، هرچند که آنها بزودی در می‌یابند که آنها با یک بنیاد شوم سروکار دارند…